# فرویدنبرگ (بادن)
فرویدنبرگ شهری در ایالت بادن-وورتمبرگ در کشور آلمان واقع شده‌است.